# Martina Kacerik
Martina Kacerik (Segrate, 16 luglio 1996) è una cestista italiana.
Gioca come guardia nella Magnolia Basket Campobasso.

## Carriera

### Giovanili
Cresciuta nelle giovanili del GEAS, ha vinto 6 scudetti in 6 anni, venendo nominata MVP nella finale Under-15 del 2010.

### Club
Ha esordito in Serie A1 femminile il 3 ottobre 2015 con il Geas Sesto San Giovanni con il quale ha conquistato la promozione in massima serie nella stagione 2014-15.
Dalla stagione 2016-17 è arrivata alla Pallacanestro Torino.
Passa alla Reyer Venezia nella stagione 2017-18.
Per la stagione 2019-20 viene ingaggiata da Virtus Eirene Ragusa.
Il 9 novembre 2019 giocando contro Reyer Venezia durante un'azione riporta una accidentale rottura del tendine d’Achille. L'infortunio costringe la giocatrice a sottoporsi ad un intervento di ricostruzione il 13 Novembre 2019. Durante la riabilitazione viene sottoposta a un secondo intervento al tendine d'Achille.
Riprende a giocare il 17 marzo 2021, nella partita casalinga contro Pallacanestro Broni 93.
Anche per la stagione 2021-22 veste i colori della Virtus Eirene Ragusa.
A giugno 2022, dopo tre stagioni a Ragusa, viene ingaggiata dalla Magnolia Basket Campobasso. Nello stesso mese il coach Lino Lardo la convoca per il raduno azzurro con la nazionale italiana, tenutosi presso Cividale del Friuli dall'11 al 19 giugno 2022.

### Nazionale
Ha indossato la maglia azzurra in tutte le categorie giovanili: Under-16, Under-17, Under-18 ed Under-20, conquistando 2 argenti ed 1 bronzo in 3 diversi Campionati Europei.
Ha esordito con la Nazionale maggiore il 23 Novembre 2016 in Montenegro nell'ultima gara valida per le qualificazioni al Campionato Europeo Femminile.

## Statistiche

### Cronologia presenze e punti in Nazionale
| Cronologia completa delle presenze e dei punti in Nazionale - Italia | Cronologia completa delle presenze e dei punti in Nazionale - Italia | Cronologia completa delle presenze e dei punti in Nazionale - Italia | Cronologia completa delle presenze e dei punti in Nazionale - Italia | Cronologia completa delle presenze e dei punti in Nazionale - Italia | Cronologia completa delle presenze e dei punti in Nazionale - Italia | Cronologia completa delle presenze e dei punti in Nazionale - Italia | Cronologia completa delle presenze e dei punti in Nazionale - Italia |
| Data                                                                 | Città                                                                | In casa                                                              | Risultato                                                            | Ospiti                                                               | Competizione                                                         | Punti                                                                | Note                                                                 |
| -------------------------------------------------------------------- | -------------------------------------------------------------------- | -------------------------------------------------------------------- | -------------------------------------------------------------------- | -------------------------------------------------------------------- | -------------------------------------------------------------------- | -------------------------------------------------------------------- | -------------------------------------------------------------------- |
| 23-11-2016                                                           | Podgorica                                                            | Montenegro                                                           | 66 - 57                                                              | Italia                                                               | Qual. Euro 2017 - Girone C                                           | 0                                                                    | [ 9 ]                                                                |
| 15-11-2017                                                           | San Martino di Lupari                                                | Italia                                                               | 71 - 83                                                              | Croazia                                                              | Qual. Euro 2019 - Girone H                                           | 1                                                                    | [ 10 ]                                                               |
| Totale                                                               |                                                                      | Presenze                                                             | 2                                                                    |                                                                      | Punti                                                                | 1                                                                    |                                                                      |

## Palmarès

### Club
- Campionato italiano di Serie A2: 1

GEAS Sesto San Giovanni: 2014-15
- Under-19: 2

GEAS: 2011-12, 2013-14
- Under-17: 2

GEAS: 2010-11, 2011-12
- Under-15: 2

GEAS: 2009-10, 2010-11

### Nazionale
- Campionati Europei Under 20: 1

Italia: 2016
- Campionati Europei Under 16: 1

Italia: 2012
- Campionati Europei Under 16: 1

Italia: 2011